# Campeonato Tocantinense 2004
In 2004 werd het twaalfde Campeonato Tocantinense gespeeld voor clubs uit de Braziliaanse staat Tocantins. De competitie werd georganiseerd door de FTF en werd gespeeld van 16 maart tot 22 juni. Palmas werd kampioen.

## Eerste toernooi
| Plaats | Club                  | Wed. | W | G | V | Saldo | Ptn. |
| ------ | --------------------- | ---- | - | - | - | ----- | ---- |
| 1.     | Tocantinópolis        | 9    | 6 | 2 | 1 | 20:10 | 20   |
| 2.     | Palmas                | 9    | 6 | 2 | 1 | 14:6  | 20   |
| 3.     | Araguaína             | 9    | 5 | 2 | 2 | 17:13 | 17   |
| 4.     | Colinas               | 9    | 4 | 3 | 2 | 13:11 | 15   |
| 5.     | Intercap              | 9    | 3 | 2 | 4 | 15:9  | 11   |
| 6.     | Tocantins de Miracema | 9    | 2 | 5 | 2 | 15:12 | 11   |
| 7.     | Gurupi                | 9    | 3 | 1 | 5 | 15:16 | 10   |
| 8.     | Interporto            | 9    | 3 | 0 | 6 | 11:13 | 9    |
| 9.     | Atlético              | 8    | 1 | 2 | 5 | 10:21 | 5    |
| 10.    | Alvorada              | 8    | 1 | 1 | 6 | 8:27  | 4    |

|  | Gekwalificeerd voor tweede toernooi |

## Tweede toernooi
| Plaats | Club           | Wed. | W | G | V | Saldo | Ptn. |
| ------ | -------------- | ---- | - | - | - | ----- | ---- |
| 1.     | Palmas         | 6    | 4 | 2 | 0 | 17:2  | 14   |
| 2.     | Araguaína      | 6    | 3 | 1 | 1 | 9:14  | 10   |
| 3.     | Tocantinópolis | 5    | 1 | 1 | 3 | 4:7   | 4    |
| 4.     | Colinas        | 5    | 1 | 0 | 4 | 3:10  | 3    |

|  | Gekwalificeerd voor finale |

## Finale
|              |           |       |             |                     |
| 16 juni Heen | Araguaína | 1 – 1 | Palmas      | Toeschouwers: 6.421 |
| 16 juni Heen | Assis 67' |       | 60' Mazinho | Toeschouwers: 6.421 |

|               |           |       |             |                     |
| 20 juni Terug | Palmas    | 2 – 0 | Araguaína   | Toeschouwers: 6.217 |
| 20 juni Terug | Valdo 20' |       | 76' Arismar | Toeschouwers: 6.217 |

### Kampioen
| Campeonato Tocantinense de 2004 |
| Tocantins                       |
| ------------------------------- |
| PALMAS Kampioen (4° titel)      |